# Bài tập thể chất

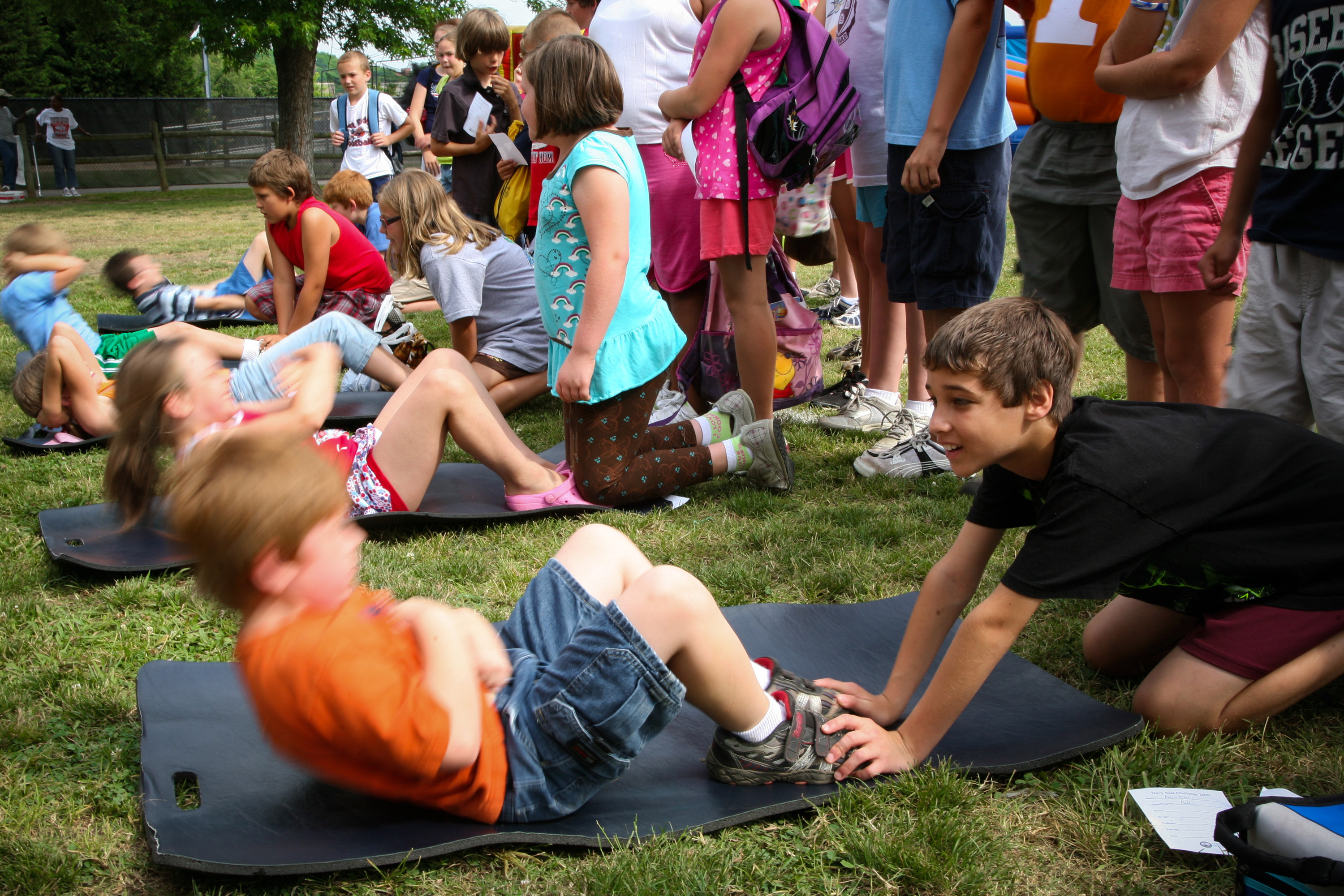
Học sinh đang thực hiện tư thế Sit-up (gập bụng), một bài tập Calisthenics, trong một ngày hội thể thao tại trường.

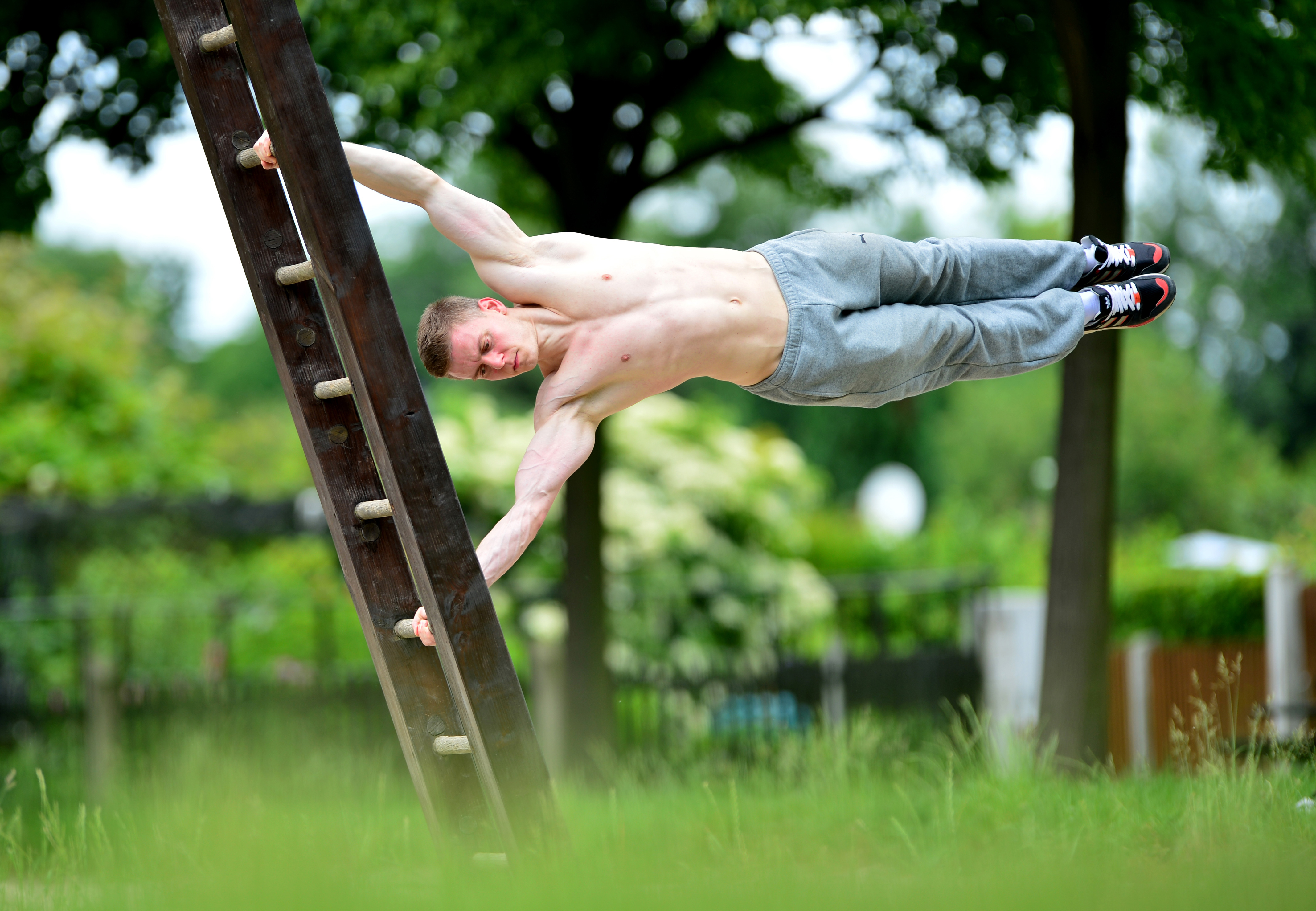
Human flag, một kĩ thuật nâng cao trong Calisthenics.

Bài tập thể chất hay tập thể lực (Calisthenics trong tiếng Anh Mỹ hay Callisthenics trong tiếng Anh Anh) hay thể dục dụng cụ là một hình thức tập thể dục, gồm nhiều động tác tập luyện các nhóm cơ bắp lớn của cơ thể (nhóm cơ giúp cơ thể vận động), ví dụ như chạy, đứng, cầm nắm, chống đẩy. Đặc điểm lớn nhất của luyện tập hình thể Calisthenics chính là không sử dụng tạ, cơ bản dùng chính trọng lượng của cơ thể người làm tạ (bài tập thể trọng), thực hiện một cách nhịp nhàng, do đó không cần các dụng cụ hỗ trợ (miễn là có một khoảng trống vừa đủ) hoặc nếu có thì ít và đơn giản (ví dụ như xà đơn, vòng dụng cụ). Nhờ vậy, các bài tập này giúp tăng cường rất nhiều thể lực (độ bền) và sự linh hoạt, thông qua các chuyển động sử dụng trọng lượng cơ thể của một người như kéo, đẩy, ưỡn người, nhảy hoặc đu. Bài tập thể chất Calisthenics có khả năng giúp người tập tăng sự dẻo dai, ngoài ra còn cải thiện khả năng giữ thăng bằng, sức chịu đựng, nhanh nhẹn, ý chí và phối hợp cả cơ thể. Về việc tăng cơ thì bộ môn này cũng có thể xây dựng cơ bắp, nhưng về lâu dài vẫn cần sử dụng thêm tạ.
Urban Calisthenic là một hình thức tập luyện đường phố (thể dục đường phố); các nhóm người tập Calisthenic  ở các khu vực thành thị theo thói quen. Các cá nhân và các nhóm thường tập luyện để có thể thực hiện các kỹ năng nâng cao như muscle-ups (biến thể của hít xà nhưng kéo hết biên độ đến khi tay dãn hết), front-levers (hít xà nhưng đưa cơ thể lên cao song song với mặt đất), planche (giữ tư thế hít đất nhưng nâng cả cơ thể, đưa phần thân dưới lên cao) và các động tác tự do khác. Đội tuyển thể thao chuyên nghiệp và bộ đội thường thực hiện các bài Calisthenic như một hình thức rèn luyện thể chất đồng bộ (thường tập cả thói quen "gọi và đáp") để tăng tính gắn kết và kỷ luật của nhóm. Calisthenic cũng được xem như một phần của giáo dục thể chất ở các trường tiểu học và trung học trên khắp thế giới. Ngoài việc rèn luyện sức khỏe nói chung, các bài Calisthenic thường được sử dụng để đánh giá thể chất bởi  tổ chức quân sự khắp thế giới. Hai ví dụ là Bài kiểm tra Thể lực của Quân đội Hoa Kỳ (Army Physical Fitness Test, APFT) và Bài kiểm tra thể lực của Thủy quân lục chiến Hoa Kỳ (United States Marine Corps Physical Fitness Test).

## Nguồn gốc

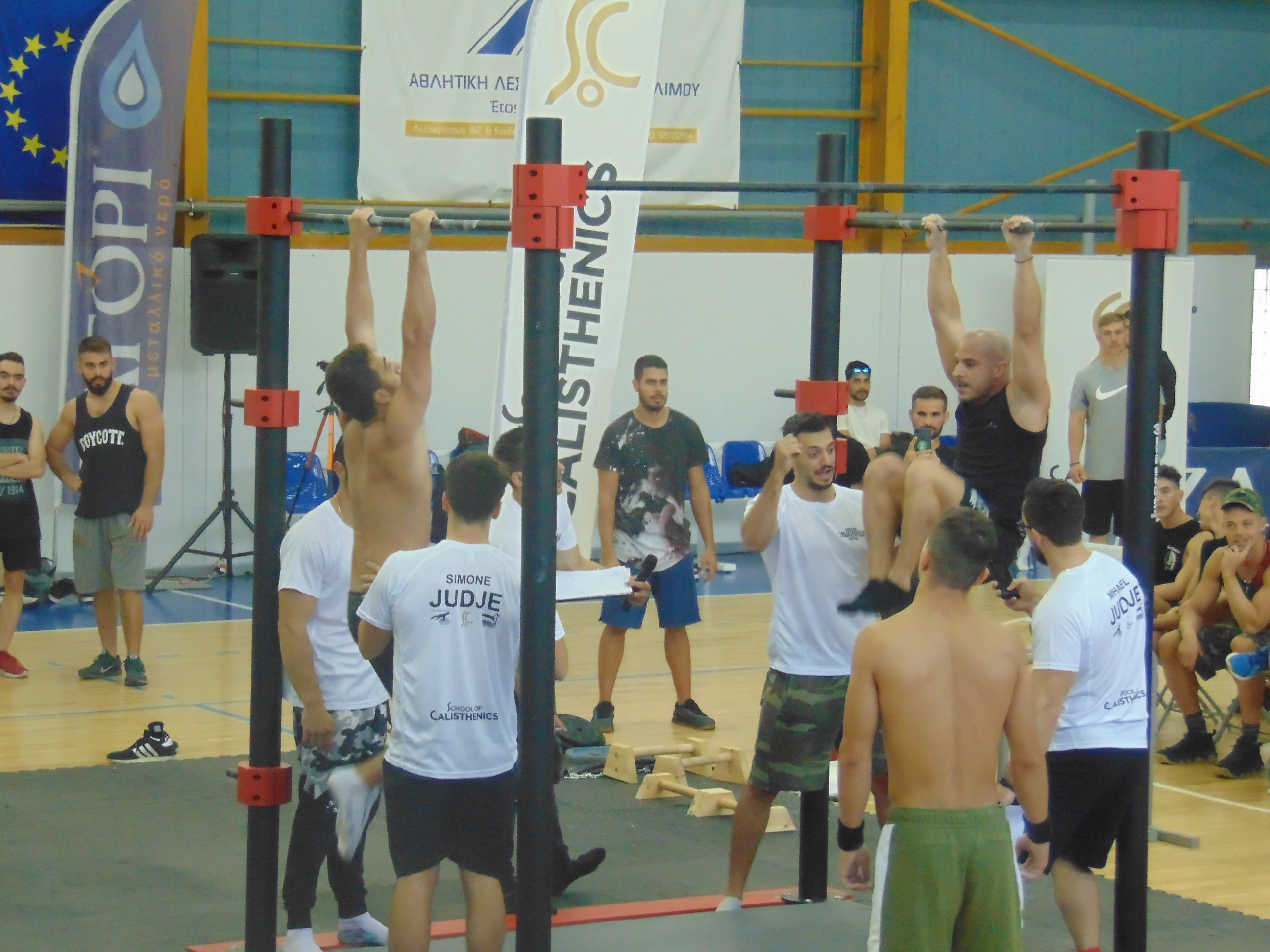

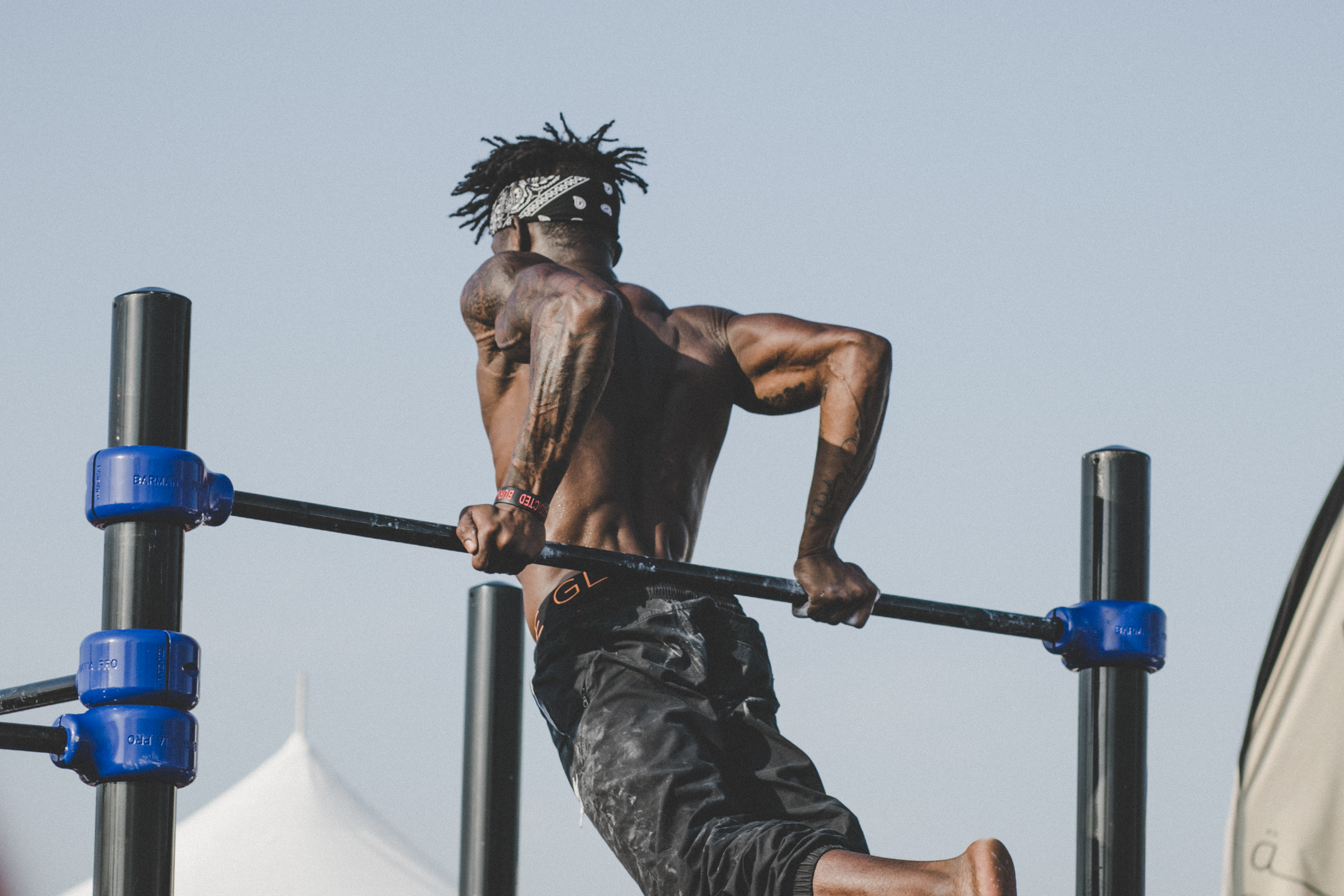

## Lợi ích

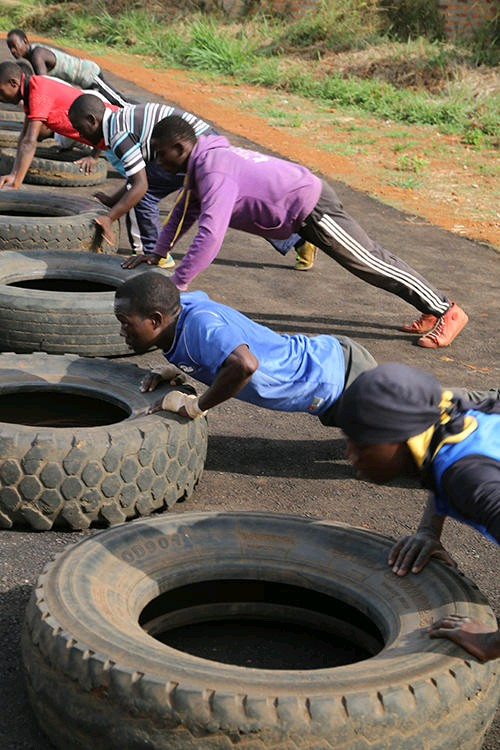
Hít đất (push-up)

### Phổ biến nhất

Gập bụng (sit-up)

Plank bụng

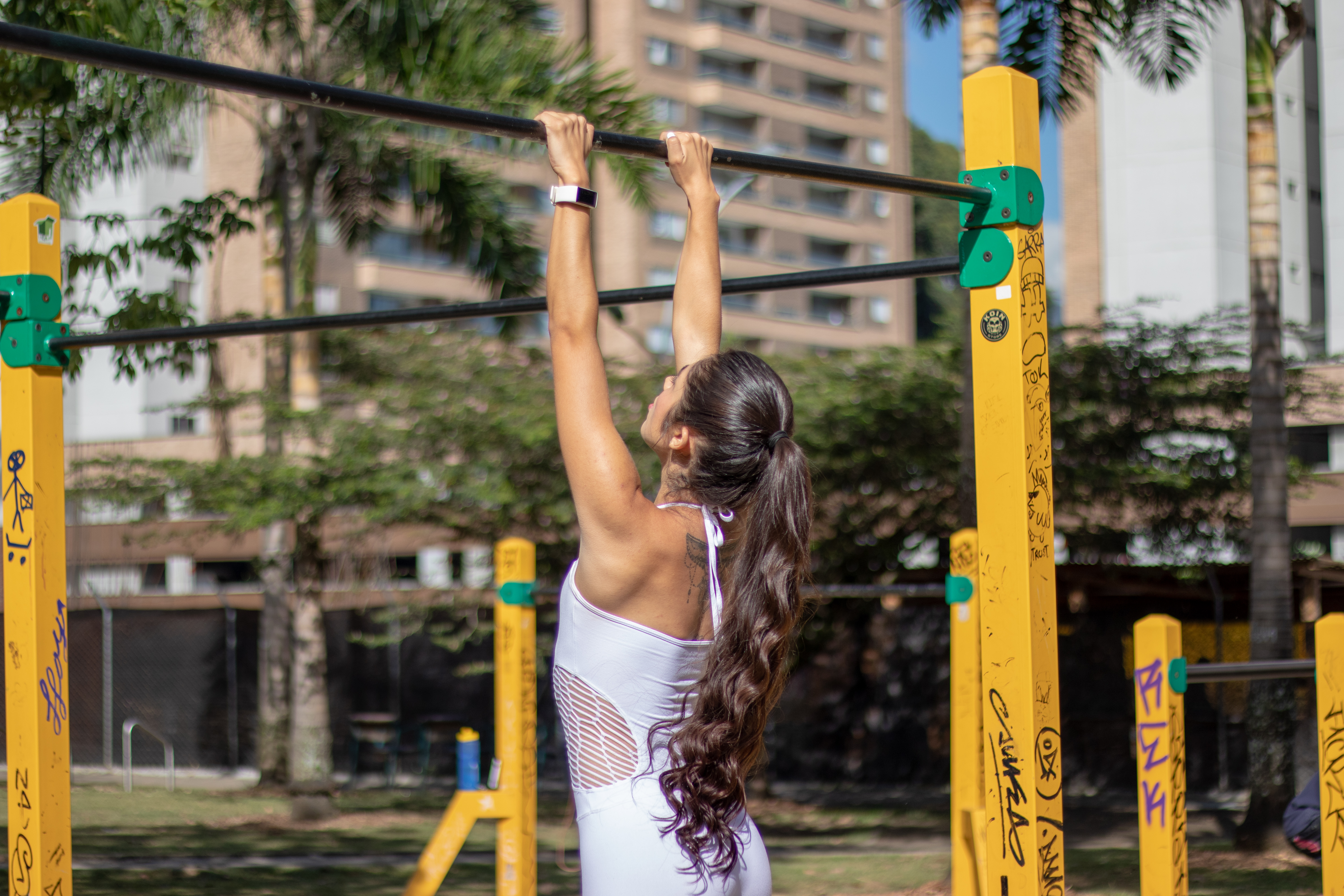
Kéo xà (pull-up) do tay để sấp

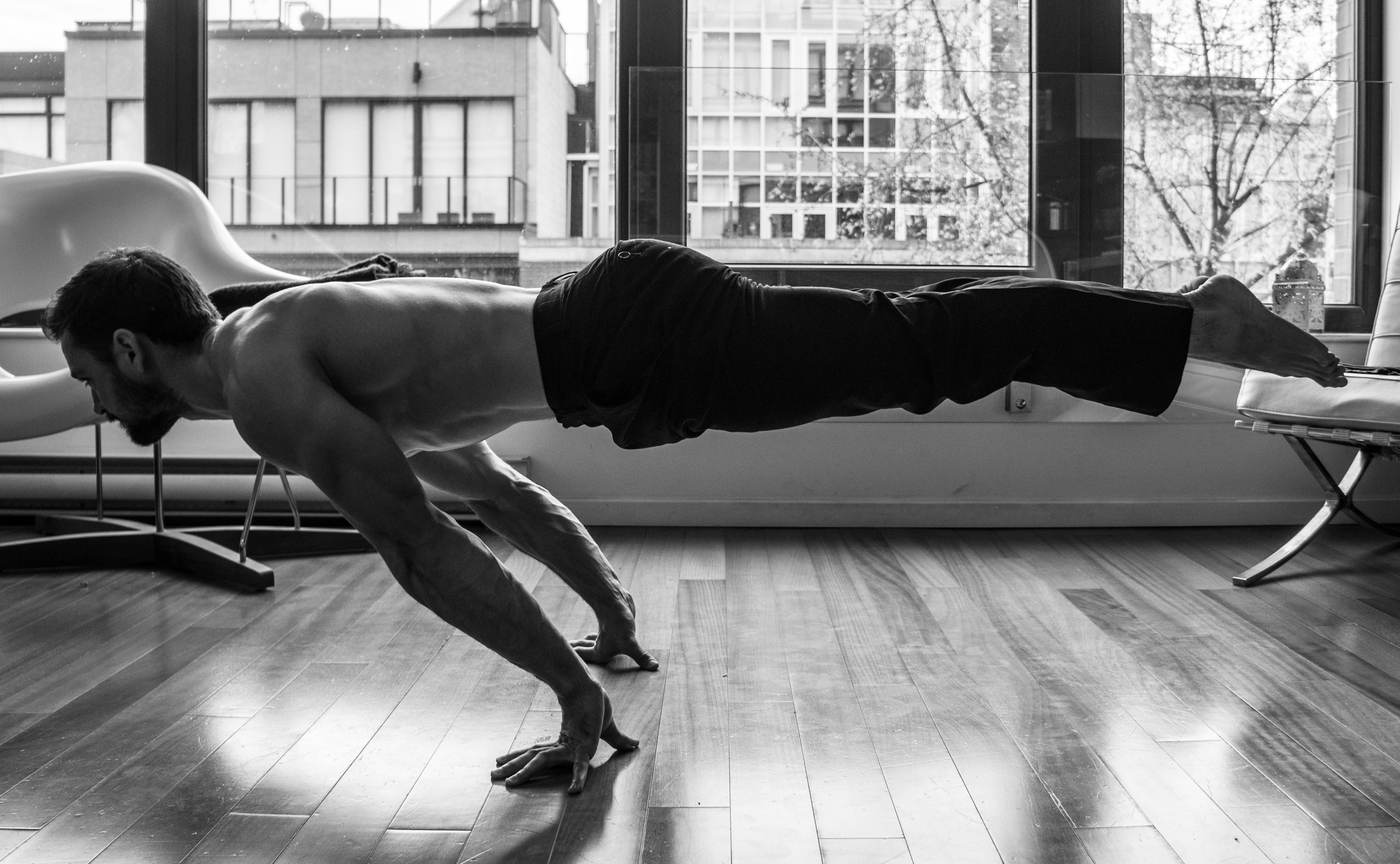
Planche

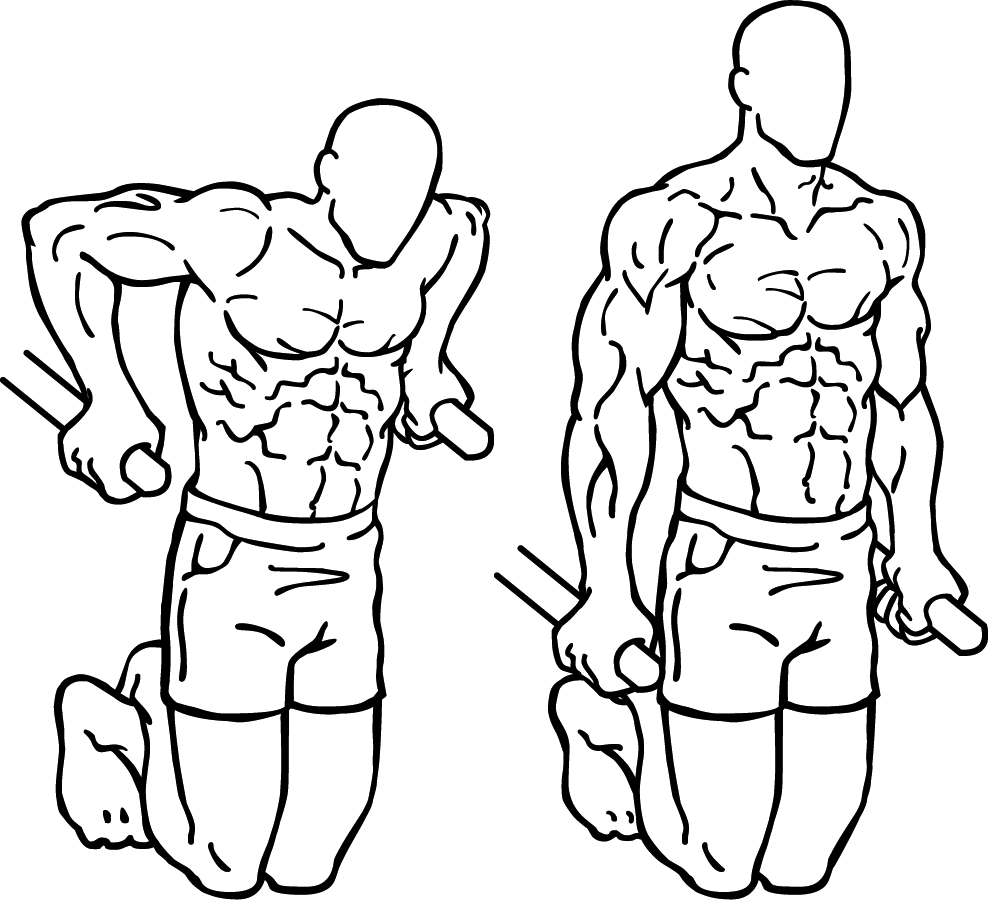
Dips

Bodyweight Squat

## Công viên Calisthenics

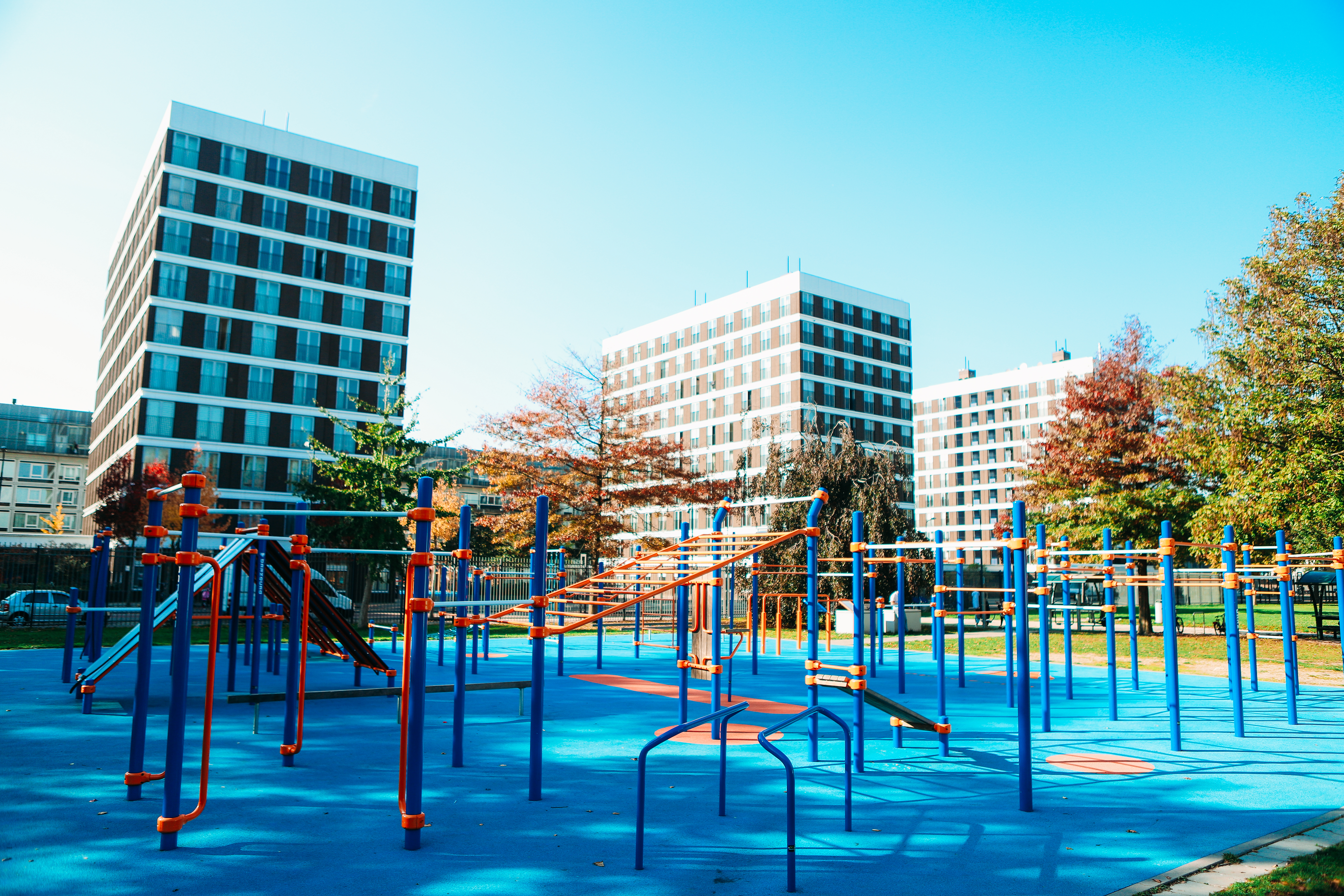